# Prado (Zamora)
Prado is een gemeente in de Spaanse provincie Zamora in de regio Castilië en León met een oppervlakte van 10,90 km². Prado telt 59 inwoners (1 januari 2016).

## Demografische ontwikkeling
Bron: INE, 1857-2011: volkstellingen